# Froesia venezuelensis
Froesia venezuelensis là một loài thực vật có hoa trong họ Ochnaceae. Loài này được Steyerm. & Bunting mô tả khoa học đầu tiên năm 1975.